# Spongosorites hentscheli
Spongosorites hentscheli är en svampdjursart som beskrevs av Claude Lévi 1956. Spongosorites hentscheli ingår i släktet Spongosorites och familjen Halichondriidae. Inga underarter finns listade i Catalogue of Life.